# Jeffrey John Wolf
Jeffrey John „J. J.” Wolf (ur. 21 grudnia 1998 w Cincinnati) – amerykański tenisista.

## Kariera tenisowa
W karierze wygrał pięć singlowych turniejów rangi ATP Challenger Tour.
W 2016 roku podczas US Open zadebiutował w turnieju głównym Wielkiego Szlema w grze podwójnej. Startując w parze z Johnem McNally, odpadł w pierwszej rundzie turnieju.
W 2020 roku, startując z dziką kartą, wystąpił w turnieju głównym US Open. Po zwycięstwach nad Guido Pellą oraz Roberto Carballésem Baeną dotarł do trzeciej rundy, w której przegrał z Daniiłem Miedwiediewem.
Finalista jednego turnieju ATP Tour w grze pojedynczej.
Najwyżej sklasyfikowany w rankingu gry pojedynczej był na 39. miejscu (13 lutego 2023), a w klasyfikacji gry podwójnej na 543. pozycji (22 maja 2023).

### Finały w turniejach ATP Tour
| Legenda                                      |
| -------------------------------------------- |
| Wielki Szlem                                 |
| Igrzyska olimpijskie                         |
| Tennis Masters Cup / ATP Finals              |
| ATP Masters Series / ATP Tour Masters 1000   |
| ATP International Series Gold / ATP Tour 500 |
| ATP International Series / ATP Tour 250      |

#### Gra pojedyncza (0–1)
| Końcowy wynik | Nr | Data                 | Turniej   | Nawierzchnia  | Przeciwnik            | Wynik finału |
| ------------- | -- | -------------------- | --------- | ------------- | --------------------- | ------------ |
| Finalista     | 1. | 16 października 2022 | Florencja | Twarda (hala) | Félix Auger-Aliassime | 4:6, 4:6     |

### Zwycięstwa w turniejach ATP Challenger Tour w grze pojedynczej
| Końcowy wynik | Nr | Data                 | Turniej   | Nawierzchnia  | Przeciwnik        | Wynik finału        |
| ------------- | -- | -------------------- | --------- | ------------- | ----------------- | ------------------- |
| Zwycięzca     | 1. | 13 stycznia 2019     | Columbus  | Twarda (hala) | Mikael Torpegaard | 6:7(4), 6:3, 6:4    |
| Zwycięzca     | 2. | 17 listopada 2019    | Champaign | Twarda (hala) | Sebastian Korda   | 6:4, 6:7(3), 7:6(6) |
| Zwycięzca     | 3. | 12 stycznia 2020     | Numea     | Twarda        | Yūichi Sugita     | 6:2, 6:2            |
| Zwycięzca     | 4. | 1 marca 2020         | Columbus  | Twarda (hala) | Denis Istomin     | 6:4, 6:2            |
| Zwycięzca     | 5. | 31 października 2021 | Las Vegas | Twarda        | Stefan Kozlov     | 6:4, 6:4            |